# Jan Kasal (atlet)
Jan Kasal (* 6. únor 1938, Benešov u Prahy) je bývalý československý atlet, běžec, který se specializoval na střední tratě. V současnosti je stále spoludržitelem českého rekordu ve štafetě na 4 × 800 metrů (7:19,6 – 22. červen 1966, Londýn).

## Kariéra

### Začátky
S atletikou začínal v PZ a Lokomotivě Kolín (1954–1955 a 1958), poté byl členem oddílů Slavoj Nymburk (1957) a Dukla Lipník nad Bečvou (1959–1960). Působil také ve VŠ Praha (1962–1965) a kariéru zakončil jako člen klubu VŽKG (1966–1968). V roce 1962 reprezentoval na evropském šampionátu v Bělehradě, kde se zúčastnil rozběhů závodu na 800 metrů a štafety na 4 × 400 metrů. V letech 1962–1967 reprezentoval ve dvanácti mezistátních utkáních.

### Evropské halové hry
Zúčastnil se druhého a třetího ročníku evropských halových her (předchůdce halového ME v atletice). V roce 1967, kdy se evropské halové hry konaly v Praze na Výstavišti, ve sportovní hale (dnes Tesla Arena) vybojoval bronzovou medaili v běhu na 800 metrů. Trať zaběhl v čase 1:50,00. Stříbro získal další československý běžec Tomáš Jungwirth a zlato Noel Carroll z Irska. O rok později na EHH v Madridu skončil ve finále na 6. místě (800 m). Společně s Pavlem Hruškou a Miroslavem Jůzou vybojoval bronzové medaile ve štafetě na 3×1000 metrů.